# Bathygobius petrophilus
Bathygobius petrophilus és una espècie de peix de la família dels gòbids i de l'ordre dels perciformes.

## Morfologia
Els mascles poden assolir els 6,1 cm de longitud total.

## Distribució geogràfica
Es troba al Japó, Indoxina, les Filipines, Indonèsia, Papua Nova Guinea, Fidji i el nord d'Austràlia.